# 過海隧道巴士H2S線
城巴「人力車觀光巴士」H2S線，只於每年12月31日除夕夜提供服務，由佐敦西九龍站 往中環大會堂，途經 灣仔北及金鐘，屬H2線的特別服務，讓乘客在開篷巴士上迎接新一年來臨。

## 歷史
- 人力車觀光巴士於除夕夜的特別服務於2017年除夕夜起改由H2S線提供，取代原有的H1S線，並更改循環點為伊利沙伯中學，改經灣仔北而不再繞經尖沙咀東部及花園道一帶。

## 服務日期、時間及班次
- 2017年12月31日（除夕夜）[1]

| 由中環（大會堂）開出 | 由伊利沙伯中學開出 |
| 除夕夜               | 除夕夜             |
| -------------------- | ------------------ |
| 22:30、22:45         | 23:10、23:25       |

註：巴士到達伊利沙伯中學後，會等待編定時間啟程返回中環（大會堂），欲原車繼續往中環方向的乘客可留在車上，並於下車時繳付回程車資。

## 收費

### 單程車費
全程收費：$39.8
| - 本線設有12歲以下小童及65歲或以上長者半價優惠。 - 65歲或以上香港居民使用「樂悠咭」，以及12歲以下合資格殘疾兒童使用「殘疾人士身份」個人八達通繳付車資，均可享有每程$2.0或半價（以較低者為準）的票價優惠；12至64歲合資格殘疾人士使用「殘疾人士身份」個人八達通（包括「樂悠咭」），以及60至64歲香港居民使用「樂悠咭」繳付車資，均可享有每程$2.0或全費（以較低者為準）的票價優惠。 - 65歲或以上長者如使用長者或一般個人八達通繳付車資，則只可享有半價優惠；12至64歲合資格殘疾人士如不使用「殘疾人士身份」個人八達通，以及60至64歲人士如不使用「樂悠咭」繳付車資，必須繳付全費。 - 乘客可以現金或八達通於上車時付款，不設找續。 - 每位成人乘客可免費攜帶最多兩名4歲以下而不佔座位的兒童乘客乘車，超額之4歲以下小童必須繳付小童車費乘車。 - 九龍巴士、城巴及龍運巴士全職員工及家屬（不包括外判職員）可免費乘搭本路線，惟必須拍職員或職員家屬八達通。 - 乘客亦可使用AlipayHK「易乘碼」、支付寶、 WeChatHK／微信支付「搭車碼」、銀聯雲閃付「乘車碼」及BOC Pay「乘車碼」、具有感應式支付功能的VISA、Mastercard及銀聯卡，以及Apple Pay、Google Pay及Samsung Pay流動支付平台繳付車資。使用此支付方式的乘客可享有中途下車之分段收費，以及與其他城巴獨營路線或聯營線城巴班次之轉乘優惠，惟不適用於與非城巴路線之轉乘優惠。使用此支付方式的乘客亦不能享有「公共交通費用補貼計劃」及「長者及合資格殘疾人士公共交通票價優惠計劃」。 - 每位成人乘客可免費攜同最多兩名不足四歲而不佔座位之小童乘車。 - 繳付單程車費的乘客，往伊利沙伯中學方向須在上車時付款，往中環（大會堂）方向則須在下車時付款。乘客如欲在抵達伊利沙伯中學後繼續行程，需要再次繳付車費。 |

### 全日票
- 全日票：港幣$200，可以現金或八達通卡付款購買。

憑票可於購票當日無限次乘搭所有人力車觀光巴士路線；紙質車票設有「買一日送一日」車資優惠，乘客可於購票翌日繼續使用。
車票只限持票人使用，不得轉讓，亦不可兌換現金。乘客須在上車時確認儲存有即日有效「全日票」紀錄的八達通卡或當場購票。持有全日票之乘客抵達兩端總站時，必須下車或出示紙質車票予車長核對，或重新確認儲存有即日有效「全日票」紀錄的八達通卡。持全日票乘客登車時，可免費獲贈「人力車觀光巴士全日票旅遊指南」乙份。
乘客可以在觀光巴士上以八達通卡購買全日票（不設找贖），亦可於車上或下列地點以現金或在城巴eShop購物平台（http://eshop.nwstbus.com.hk （页面存档备份，存于））網站購買全日票：
- 城巴顧客服務中心（金鐘 (東) 巴士總站）
- 城巴顧客服務中心（機場 (地面運輸中心) 巴士總站）
- 城巴售票站（金鐘（西）巴士總站）
- 新渡輪八達通服務中心（中環5號及6號碼頭）
- 香港境內的7-11便利店

## 用車
本線曾使用下層設有空調設備的2002年丹尼士三叉戟12米低地台雙層開篷巴士，已於2020年退役。現時本線使用3輛亞歷山大丹尼士Enviro 500（5550-5552）12米低地台雙層開篷巴士。

## 行車路線
途經：愛丁堡廣場、干諾道中、夏慤道、紅棉路支路、金鐘道、軒尼詩道、馬師道、鴻興道、運盛街、紅磡海底隧道、康莊道、漆咸道南、加士居道、彌敦道、亞皆老街、新填地街、旺角道、洗衣街、太子道西、彌敦道、加士居道、漆咸道南、康莊道、紅磡海底隧道、堅拿道天橋、堅拿道東、禮頓道、摩理臣山道、天樂里、軒尼詩道、菲林明道、會議道、鴻興道、灣仔北巴士總站、鴻興道、天橋、告士打道、維園道、永興街、英皇道、高士威道、伊榮街、邊寧頓街、怡和街、軒尼詩道、金鐘道、皇后大道中、畢打街、干諾道中及愛丁堡廣場
| 過海隧巴H2S線（中環（大會堂）↺伊利沙伯中學） | 過海隧巴H2S線（中環（大會堂）↺伊利沙伯中學） | 過海隧巴H2S線（中環（大會堂）↺伊利沙伯中學） | 過海隧巴H2S線（中環（大會堂）↺伊利沙伯中學） | 過海隧巴H2S線（中環（大會堂）↺伊利沙伯中學）       |
| 序號                                         | 地區                                         | 街道                                         | 車站名稱                                     | 備註                                               |
| -------------------------------------------- | -------------------------------------------- | -------------------------------------------- | -------------------------------------------- | -------------------------------------------------- |
| 1                                            | 中環                                         |                                              | 中環（大會堂）                               |                                                    |
| 2                                            | 金鐘                                         | 金鐘道                                       | 金鐘站                                       |                                                    |
| 3                                            | 灣仔                                         | 軒尼詩道                                     | 柯布連道                                     |                                                    |
| 紅磡海底隧道                                 |                                              |                                              |                                              |                                                    |
| 4                                            | 佐敦                                         | 加士居道                                     | 拔萃女書院                                   |                                                    |
| 5                                            | 旺角                                         | 洗衣街                                       | 伊利沙伯中學                                 | 循環線折返點                                       |
| 康莊道                                       |                                              |                                              |                                              |                                                    |
| 6                                            | 紅磡                                         |                                              | 海底隧道收費廣場                             |                                                    |
| 紅磡海底隧道                                 |                                              |                                              |                                              |                                                    |
| 7                                            | 灣仔北                                       |                                              | 灣仔北                                       | 巴士會於此站停留，直至除夕煙花匯演完結後再繼續行程 |
| 8                                            | 灣仔                                         | 軒尼詩道                                     | 修頓球場                                     |                                                    |
| 9                                            | 金鐘                                         | 金鐘道                                       | 太古廣場                                     |                                                    |
| 10                                           | 中環                                         | 畢打街                                       | 畢打街                                       |                                                    |
| 11                                           | 中環                                         |                                              | 中環（大會堂）                               |                                                    |

## 相關事件

### 巴士迷事件
- 2018年1月1日：當日凌晨12時許，4輛完成此路線行程的巴士沿干諾道中準備轉入愛丁堡廣場，遭到一輛違規停泊、且行車證已過期的私家車影響無法順利轉入，其中三輛另行於路邊或前方「大會堂」分站落客，惟最先駛入的一輛丹尼士三叉戟（1215／KM5423）仍不能駛走。事件引起在巴士上的一眾巴士迷不滿及包圍私家車，甚至有人意圖推走私家車。最後警方持警棍及防暴盾牌到場驅散人群，並召拖車移走肇事私家車。[3][4][5]